# Podróż apostolska Pawła VI do Ugandy
8. podróż apostolska papieża Pawła VI odbyła się w dniach 31 lipca-2 sierpnia 1969 roku. Papież odwiedził wówczas Ugandę.
Najważniejsze punkty podróży:
- uczestnictwo w sympozjum z udziałem biskupów Afryki
- spotkanie z prezydentem Miltonem Obote
- przemowa do członków Parlamentu Ugandy
- spotkanie z chorymi w szpitalu Mulogo oraz w szpitalu Rubaga
- spotkanie z wiernymi Kościoła katolickiego w Ugandzie
- spotkanie z przedstawicielami islamu
- spotkanie z przedstawicielami kościoła anglikańskiego w Ugandzie
- spotkanie z władzami świeckimi i duchownymi miasta Kampala